# Achille Proy
Achille Proy, (Achille Hippolyte Lambert) né le 17 novembre 1864 à Walincourt-Selvigny, Nord, et mort le 11 mars 1944 au  Puy-en-Velay, est un architecte français. Il construit de nombreux ouvrages publics et privés au Puy-en-Velay, ville dont il est l'architecte officiel.

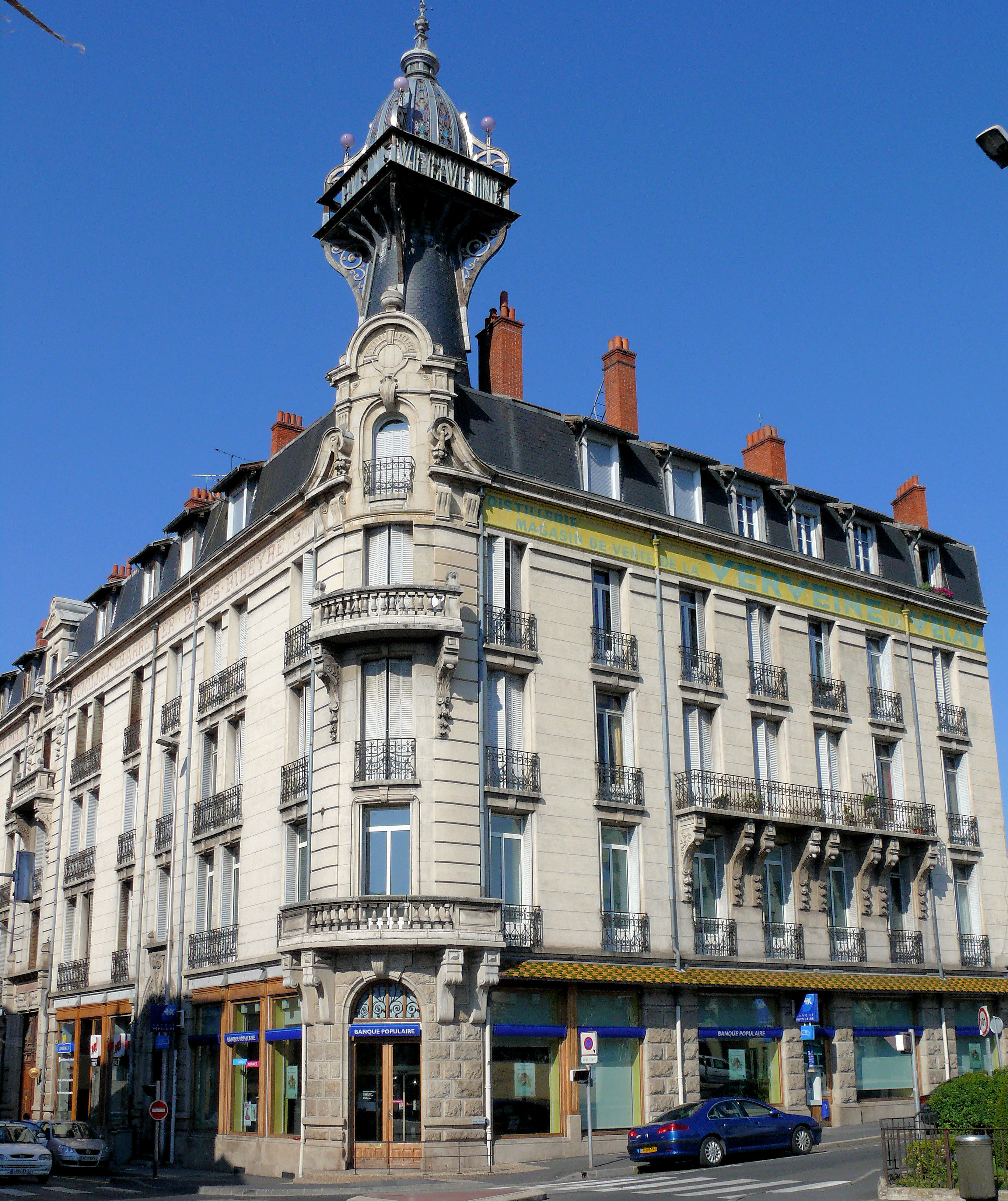
Immeuble Verveine du Velay

## Biographie
Le père d'Achille Proy est  tourneur sur bois et sa mère épicière. D'abord élève à  l'école des Arts Industriels de Roubaix il l'est ensuite, en 1889, à l'école des Beaux Arts de Paris section architecture. Il obtient son diplôme en 1894 et, en 1895, vient au Puy en Velay, ville où se déroule la totalité de sa carrière en qualité d'architecte de la ville. Il est également architecte des Hospices du Puy et des Monuments historiques (en 1898).
Il se marie en 1896 avec la fille d'un juge. Il a deux filles.
Il est nommé officier de l'Instruction publique en 1903 puis chevalier de la légion d'honneur par décret du 6 février 1932.
Il est reconnu comme l'architecte qui transforma la ville du Puy en lui  donnant  nombre de ses édifices de prestige.

## Réalisations
- Bibliothèque municipale du Puy-en-Velay, inaugurée en 1897[5]
- Villa Alirol à Vals-près-le-Puy, 1900[6]  Inscrit MH (2006)
- Immeuble "La Verveine du Velay"[7], Le Puy-en-Velay, 1906,  Classé MH (1995)
- Immeuble La Dentelle au Foyer, Le Puy-en-Velay, 1908-1910[7],[8],  Inscrit MH (1992)
- Restauration du château de Chavaniac du marquis de Lafayette, 1920
- Centre hospitalier Émile Roux au Puy-en-Velay, 1921

## Biographie
- Aurore Lebrat L'activité d'Achille Proy (1863-1944), architecte, dans le bassin du Puy-en-Velay, de 1895 à 1903 , thèse sous la direction de Jean-Paul Bouillon Université Blaise Pascal (Clermont-Ferrand), 2004 [lire en ligne]
- Jean Vigouroux, « La « Dentelle au foyer » : un immeuble centenaire », Cahiers de la Haute-Loire, Le Puy-en-Velay,‎ 2010